# Frida Karlsson
Frida Elisabeth Karlsson (* 10. August 1999 in Sollefteå) ist eine schwedische Skilangläuferin. Sie wurde drei Mal Weltmeisterin, über 50 km Freistil (2025) und zwei Mal mit der Staffel (2019 und 2025). Des Weiteren gewann sie 2022/23 die 17. Tour de Ski.

## Werdegang
Karlsson, die für den Sollefteå SK startet, trat international erstmals im Januar 2017 bei den Nordischen Junioren-Skiweltmeisterschaften in Soldier Hollow in Erscheinung. Dort belegte sie den 23. Platz im Sprint und den fünften Rang mit der Staffel. Im März 2017 wurde sie in Kalix schwedische Juniorenmeisterin über 5 km klassisch und 10 km Freistil. Bei den Nordischen Junioren-Skiweltmeisterschaften 2018 in Goms holte sie im Sprint und mit der Staffel jeweils die Bronzemedaille und im Skiathlon die Goldmedaille. Zudem kam sie dort auf den siebten Platz über 5 km klassisch.
Im Februar 2018 wurde sie in Jönköping schwedische Juniorenmeisterin im Sprint, über 15 km klassisch und 5 km Freistil. Im selben Monat lief sie bei der Minitour in Trondheim ihre ersten Rennen im Scandinavian-Cup. Dabei errang sie den 16. Platz im Sprint, den zweiten Platz über 5 km klassisch und erreichte mit der drittschnellsten Zeit bei der Abschlussetappe über 10 km Freistil Verfolgung den dritten Platz in der Tourwertung. 
In der Saison 2018/19 holte Karlsson in Vuokatti über 10 km klassisch und im 20-km-Massenstartrennen ihre ersten Siege im Scandinavian-Cup und errang damit den zehnten Platz in der Gesamtwertung des Scandinavian-Cups. Bei den Nordischen Junioren-Skiweltmeisterschaften 2019 in Lahti gewann sie mit der Staffel die Bronzemedaille und über 5 km Freistil und im 15-km-Massenstartrennen jeweils die Goldmedaille. Zudem wurde sie dort Fünfte im Sprint.
Ihr Debüt im Weltcup hatte sie im Februar 2019 in Cogne. Dort holte sie sich mit dem siebten Platz über 10 km klassisch ihre ersten Weltcup-Punkte. Auf dieser Distanz gewann sie wenige Tage später bei den Weltmeisterschaften 2019 in Seefeld in Tirol die Silbermedaille. Mit der Damenstaffel gewann sie die Goldmedaille und beim abschließenden 30-km-Freistil-Rennen die Bronzemedaille. Beim Weltcupfinale in Québec wurde sie Neunte und erreichte abschließend den 40. Platz im Gesamtweltcup.
Nachdem sie zu Beginn der Saison 2019/20 das Ruka Triple als Achte beendet hatte, trat sie erst im Februar 2020 bei der Skitour im Weltcup an. Dabei belegte sie in Östersund den 19. Platz über 10 km Freistil und bei der anschließenden Verfolgung, wobei sie die zweitschnellste Zeit lief, den 13. Platz. Im März 2020 wurde sie in Lahti Dritte mit der Staffel und holte im 30-km-Massenstartrennen am Holmenkollen ihren ersten Weltcupsieg.
Zu Beginn der Saison 2020/21 siegte Karlsson beim FIS-Rennen in Bruksvallarna und errang beim Ruka Triple mit Platz zwei über 10 km klassisch den vierten Gesamtplatz. Bei der Tour de Ski 2021, die sie vorzeitig beendete, wurde sie Dritte in der Verfolgung. Beim Saisonhöhepunkt, den Weltmeisterschaften 2021 in Oberstdorf gewann sie die Bronzemedaille im 30-km-Massenstartrennen und jeweils die Silbermedaille über 10 km Freistil und im Skiathlon. Zudem wurde sie dort Sechste mit der Staffel und erreichte zum Saisonende den 16. Platz im Gesamtweltcup und den 12. Rang im Distanzweltcup.
Am 27. November 2021 feierte Karlsson ihren zweiten Weltcupsieg beim 10 km klassisch Individualstart in Ruka und wurde in der Freistil Verfolgung tags darauf Zweite. Den dritten Weltcupsieg errang sie beim folgenden Weltcup in Lillehammer über 10 km Freistil. Es folgten zwei zweite Plätze und ein dritter Platz und sie erreichte damit den 12. Platz im Gesamtweltcup sowie den zweiten Rang im Distanzweltcup. Bei den Olympischen Winterspielen 2022 in Peking holte sie die Bronzemedaille mit der Staffel. Zudem errang sie dort den 12. Platz über 10 km Freistil und den fünften Platz im Skiathlon. Ende März 2022 wurde sie schwedische Meisterin über 10 km klassisch.
Bei den Nordischen Skiweltmeisterschaften 2025 in Trondheim sicherte sich Karlsson mit dem Sieg über die 50 km Freistil erstmals einen Weltmeistertitel in einer Einzelkonkurrenz. Zudem gewann sie über die 10 km klassisch Bronze und holte mit dem Team über 4 × 7,5 km Gold.

## Erfolge

### Siege bei Weltcuprennen

#### Weltcupsiege im Einzel
| Nr. | Datum             | Ort         | Disziplin                       |
| --- | ----------------- | ----------- | ------------------------------- |
| 1.  | 7. März 2020      | Oslo        | 30 km klassisch Massenstart     |
| 2.  | 27. November 2021 | Ruka        | 10 km klassisch Individualstart |
| 3.  | 4. Dezember 2021  | Lillehammer | 10 km Freistil Individualstart  |
| 4.  | 27. November 2022 | Ruka        | 20 km Verfolgung Freistil 1     |
| 5.  | 4. Dezember 2022  | Lillehammer | 20 km klassisch Massenstart     |
| 6.  | 8. Januar 2023    | Tour de Ski | Gesamtwertung                   |
| 7.  | 20. Januar 2024   | Oberhof     | 20 km klassisch Massenstart     |
| 8.  | 11. Februar 2024  | Canmore     | 20 km klassisch Massenstart     |
| 9.  | 9. März 2024      | Oslo        | 50 km klassisch Massenstart     |
| 10. | 29. November 2024 | Ruka        | 10 km klassisch Individualstart |
| 11. | 19. Januar 2025   | Les Rousses | 20 km klassisch Massenstart     |

#### Etappensiege bei Weltcuprennen
| Nr. | Datum          | Ort        | Disziplin                       | Rennen              |
| --- | -------------- | ---------- | ------------------------------- | ------------------- |
| 1.  | 3. Januar 2023 | Oberstdorf | 10 km klassisch Individualstart | Tour de Ski 2022/23 |
| 2.  | 4. Januar 2023 | Oberstdorf | 20 km Verfolgung Freistil 1     | Tour de Ski 2022/23 |

#### Weltcupsiege im Team
| Nr. | Datum           | Ort     | Disziplin                |
| --- | --------------- | ------- | ------------------------ |
| 1.  | 21. Januar 2024 | Oberhof | 4 × 7,5 km Staffel 2     |
| 2.  | 26. Januar 2024 | Goms    | 4 × 5 km Mixed-Staffel 3 |

### Siege bei Continental-Cup-Rennen
| Nr. | Datum          | Ort      | Disziplin                       | Serie            |
| --- | -------------- | -------- | ------------------------------- | ---------------- |
| 1.  | 5. Januar 2019 | Vuokatti | 10 km klassisch Individualstart | Scandinavian Cup |
| 2.  | 6. Januar 2019 | Vuokatti | 20 km Freistil Massenstart      | Scandinavian Cup |

## Teilnahmen an Weltmeisterschaften und Olympischen Winterspielen

### Olympische Spiele
| Jahr und Ort | Wettbewerb | Wettbewerb | Wettbewerb | Wettbewerb | Wettbewerb | Wettbewerb |
| Jahr und Ort | 10 km      | Skiathlon  | 30 km      | Sprint     | Staffel    | Teamsprint |
| ------------ | ---------- | ---------- | ---------- | ---------- | ---------- | ---------- |
| Peking 2022  | 12.        | 5.         | –          | –          | 3.         | –          |

### Nordische Skiweltmeisterschaften
| Jahr und Ort    | Wettbewerb | Wettbewerb | Wettbewerb   | Wettbewerb | Wettbewerb | Wettbewerb |
| Jahr und Ort    | 10 km      | Skiathlon  | 30 / 50 km 4 | Sprint     | Staffel    | Teamsprint |
| --------------- | ---------- | ---------- | ------------ | ---------- | ---------- | ---------- |
| Seefeld 2019    | 2.         | 5.         | 3.           | –          | 1.         | –          |
| Oberstdorf 2021 | 2.         | 2.         | 3.           | –          | 6.         | –          |
| Planica 2023    | 2.         | 2.         | 3.           | –          | 3.         | –          |
| Trondheim 2025  | 3.         | 4.         | 1.           | –          | 1.         | –          |

## Platzierungen im Weltcup

### Weltcup-Statistik
Die Tabelle zeigt die erreichten Platzierungen im Einzelnen.
- 1.–3. Platz: Anzahl der Podiumsplatzierungen
- Top 10: Anzahl der Platzierungen unter den ersten zehn
- Punkteränge: Anzahl der Platzierungen innerhalb der Punkteränge
- Starts: Anzahl gelaufener Rennen in der jeweiligen Disziplin
- Hinweis: Bei den Distanzrennen erfolgt die Einordnung gemäß FIS.

| Platzierung               | Distanzrennen a | Distanzrennen a | Distanzrennen a | Distanzrennen a | Distanzrennen a | Skiathlon Verfolgung | Sprint | Etappen- rennen b | Gesamt | Team   | Team    |
| Platzierung               | ≤ 5 km          | ≤ 10 km         | ≤ 15 km         | ≤ 30 km         | > 30 km         | Skiathlon Verfolgung | Sprint | Etappen- rennen b | Gesamt | Sprint | Staffel |
| ------------------------- | --------------- | --------------- | --------------- | --------------- | --------------- | -------------------- | ------ | ----------------- | ------ | ------ | ------- |
| 1. Platz                  |                 | 4               |                 | 5               | 1               | 2                    |        | 1                 | 13     |        | 2       |
| 2. Platz                  |                 | 4               | 2               | 1               |                 | 1                    | 1      |                   | 9      |        | 1       |
| 3. Platz                  |                 | 3               |                 |                 |                 | 2                    |        |                   | 5      |        | 2       |
| Top 10                    |                 | 22              | 2               | 9               | 1               | 9                    | 11     | 5                 | 59     |        | 6       |
| Punkteränge               |                 | 34              | 3               | 10              | 1               | 13                   | 23     | 5                 | 89     | 1      | 6       |
| Starts                    |                 | 34              | 3               | 10              | 1               | 13                   | 27     | 5                 | 93     | 1      | 6       |
| Stand: Saisonende 2024/25 |                 |                 |                 |                 |                 |                      |        |                   |        |        |         |

### Weltcup-Gesamtplatzierungen
| Saison  | Gesamt | Gesamt | Distanz | Distanz | Sprint | Sprint |
| Saison  | Punkte | Platz  | Punkte  | Platz   | Punkte | Platz  |
| ------- | ------ | ------ | ------- | ------- | ------ | ------ |
| 2018/19 | 169    | 40.    | 74      | 39.     | 37     | 41.    |
| 2019/20 | 376    | 22.    | 312     | 15.     | -      | -      |
| 2020/21 | 435    | 16.    | 279     | 12.     | 56     | 27.    |
| 2021/22 | 526    | 12.    | 480     | 2.      | 46     | 38.    |
| 2022/23 | 1365   | 6.     | 835     | 8.      | 230    | 32.    |
| 2023/24 | 2309   | 3.     | 1321    | 5.      | 733    | 7.     |
| 2024/25 | 433    | 41.    | 387     | 25.     | 46     | 73.    |